# بيلي أوشن (مغني)
بيلي أوشن (بالإنجليزية: Billy Ocean)‏ اسمه الأصلي هو ليزلي سيباستيان تشارلز (من مواليد 21 يناير 1950) فنان وموسيقي بريطاني من ترينيداد كان لديه سلسلة من أغاني البوب العالمية في السبعينيات والثمانينيات، وكان أشهر مغني وكاتب أغاني في ترينيداد في«موسيقى ريذم أند بلوز R&B». بعد أن حقق أول أربع نجاحات له في المملكة المتحدة، مرت سبع سنوات قبل أن يحقق سلسلة من النجاحات عبر الأطلسي، بما في ذلك ثلاث مرات في الولايات المتحدة. في عام 2002، منحته جامعة وستمنستر اللندنية درجة الدكتوراه الفخرية في الموسيقى. حصل بيلي أوشن على جائزة «إنجازات مدى الحياة» عام 2010 في حفل توزيع جوائز «موبو». أصبح أوشن رفيقًا لمعهد ليفربول للفنون المسرحية في 29 يوليو 2011، وقدم له هذه الشهادة السير بول مكارتني. بيلي أوشن عضو في حركة الراستافارية (دين إبراهيمي تطور في جامايكا في ثلاثينيات القرن العشرين).

## ألبوماته
بيلي أوشن (Billy Ocean (1976
حدود المدينة (City Limit (1980
ليال (أشعر بالهبوط) Nights (Feel Like Getting Down) 1981
المشاعر الداخلية (Inner Feelings (1982
فجأة (Suddenly (1984
منطقة الحب (Love Zone (1986
هدم هذه الجدران (Tear Down These Walls (1988
حان الوقت للمضي قدمًا (Time to Move On (1993
لأنني أحبك (Because I Love You (2009
هنا أنت (Here You Are (2013
عالم واحد (One World (2020

## وصلات خارجية
https://www.billyocean.com/ بيلي أوشن (مغني)
https://www.allmusic.com/artist/billy-ocean-mn0000089058/biography بيلي أوشن (مغني)
https://www.discogs.com/artist/77019-Billy-Ocean بيلي أوشن (مغني) 